# Weston (Oregón)
Weston es una ciudad ubicada en el condado de Umatilla en el estado estadounidense de Oregón. En el año 2000 tenía una población de 707 habitantes y una densidad poblacional de 513 personas por km².

## Geografía
Weston se encuentra ubicada en las coordenadas 45°48′51″N 118°25′28″O / 45.81417, -118.42444.

## Demografía
Según la Oficina del Censo en 2000 los ingresos medios por hogar en la localidad eran de $36,905, y los ingresos medios por familia eran $39,063. Los hombres tenían unos ingresos medios de $25,682 frente a los $21,625 para las mujeres. La renta per cápita para la localidad era de $13,089. Alrededor del 12.9% de la población estaban por debajo del umbral de pobreza.